# Champdieu
Champdieu is een gemeente in het Franse departement Loire (regio Auvergne-Rhône-Alpes) en telt 1471 inwoners (1999). De plaats maakt deel uit van het arrondissement Montbrison.

## Geografie
De oppervlakte van Champdieu bedraagt 18,3 km², de bevolkingsdichtheid is 80,4 inwoners per km².
De onderstaande kaart toont de ligging van Champdieu met de belangrijkste infrastructuur en aangrenzende gemeenten.

## Demografie
Onderstaande figuur toont het verloop van het inwonertal (bron: INSEE-tellingen).